# چیزهایی که فقط با نگاه کردن می‌توانید به او بگویید
چیزهایی که فقط با نگاه کردن می توانید به او بگویید (به انگلیسی: Things You Can Tell Just by Looking at Her) فیلمی محصول سال ۲۰۰۰ و به کارگردانی رودریگو گارسیا است. در این فیلم بازیگرانی همچون گلن کلوز، کامرون دیاز، کالیستا فلوکهارت، کتی بیکر، ایمی برنمن، والریا گولینو، هالی هانتر، مت کریون، گرگوری هاینز، میگل ساندووال، نواه فلیس، دنی وودبرن، روما مافیا و میکا بورم ایفای نقش کرده‌اند.